# Aminata Diallo
Aminata Diallo (Grenoble, 3 aprile 1995) è una calciatrice francese, centrocampista dell'Al-Nassr.
Con la maglia della nazionale francese Under-19 si è laureata campione d'Europa all'edizione del Galles 2013.

## Carriera

### Club
Aminata Diallo si appassiona al calcio fin da giovanissima, decidendo di tesserarsi con l'Association Jeune Athlétique Villeneuve (AJAV), società con sede nel quartiere Villeneuve di Grenoble, sua città natale, per giocare nella sezione calcistica dall'età di 11 anni; qui rimane fino all'estate 2009 quando coglie l'opportunità datele dall'Olympique Lione per giocare nella più titolata squadra di Francia. Inserita nelle formazioni giovanili, nella stagione 2010-2011 viene impiegata una sola volta durante il Challenge National Féminin U19.
Conscia di trovare poco spazio nell'estate 2011 decide di lasciare Lione per accordarsi con il Claix che le offre un posto da titolare per la stagione di 2011-2012 di Division 2 Féminine, secondo livello del campionato francese. Con la società dell'omonima cittadina del dipartimento dell'Isère rimane per due stagioni, entrambe in D2, maturando 42 presenze e 12 reti in campionato, raggiungendo nella stagione 2012-2013 i quarti di finale in Coppa di Francia e giocando anche nella formazione Under-19.
Durante il calciomercato estivo coglie l'occasione di passare alla Division 1 Féminine sottoscrivendo un contratto con l'Arras, al suo secondo anno di D1, per la stagione entrante. Diallo, impiegata sia nella formazione titolare che in quella U-19, rimane solo una stagione, contribuendo a raggiungere l'ottavo posto e la salvezza, congedandosi dalla società al termine del campionato con un tabellino personale di 19 presenze in campionato e una rete siglata.
Nell'estate 2014 si trasferisce all'EA Guingamp, squadra con cui fa un ulteriore passo qualitativo; con la società di Guingamp gioca i due successivi campionati, contribuendo a raggiungere in entrambi il quinto posto in campionato e i quarti di finale in Coppa di Francia.
Nel corso del calciomercato estivo 2016 trova un accordo con il Paris Saint-Germain con il quale, grazie ai risultati acquisiti nel precedente campionato di D1, ha l'occasione di debuttare in un torneo per club, lo UEFA Women's Champions League.
Nel novembre 2021, Kheira Hamraoui, compagna di squadra di Diallo al Paris Saint-Germain, è stata aggredita in strada dopo che due uomini mascherati l'hanno trascinata da un'auto del club guidata da Diallo, che è stata bloccata ma non ha riportato gravi ferite.
Il 10 novembre 2021 Diallo è stata arrestata perché sospettata di aver organizzato l'aggressione. Dopo 36 ore, Diallo è stata rilasciata dalla polizia senza che venisse formulata alcuna accusa nei suoi confronti. Dopo ulteriori indagini è stata nuovamente arrestata nel settembre 2022 con l'accusa di lesioni personali gravi.
Posta sotto controllo giudiziario e impossibilitata a entrare a Parigi o a contattare la sua ex squadra durante lo svolgimento delle indagini, nell'ottobre 2022 Diallo ha contestato la sua innocenza alla stampa, affermando di non conoscere i quattro uomini (accusati di aver condotto l'attacco) che avrebbe ingaggiato.

### Nazionale
Nel 2012 il selezionatore della nazionale francese Under-19 Gilles Eyquem decide di inserirla in rosa nella doppia amichevole del 22 e 24 novembre 2012 dove le Blues incontrano i Paesi Bassi e nuovamente nella formazione invitata all'edizione del marzo 2013 del Torneo di La Manga.
Grazie alle prestazioni espresse Eyquem la convoca anche per il secondo turno di qualificazione al campionato europeo di Galles 2013, turno che supera classificandosi al primo posto del gruppo 2. Diallo condivide con le compagne il percorso che vedrà la sua nazionale conquistare per la terza volta nella sua storia sportiva il titolo europeo di categoria. Viene impiegata in tutte le cinque partite disputate dalle Blues, fino alla finale del 31 agosto in cui, al Parc y Scarlets di Llanelli, la Francia supera per 2-0 le avversarie dell'Inghilterra.
Nel 2014 Eyquem la inserisce nella rosa della formazione Under-20 che prese parte al Mondiale di Canada 2014, condividendo con le compagne la conquista del terzo posto nella finalina vinta dalle Blues 3-2 sulle avversarie della Corea del Nord. Diallo venne impiegata in cinque dei sei incontri disputati siglando anche una rete, quella che al 66' porta sul parziale di 2-1 la finale per il terzo posto.
Del 2017 è la sua prima convocazione da parte del ct Corinne Diacre nella nazionale maggiore, con la quale debutta il 20 ottobre nell'amichevole vinta dalle Blues sulle avversarie dell'Inghilterra per 1-0. In seguito Diacre la utilizza più volte nelle amichevoli in preparazione del Mondiale casalingo del 2019, inserendola anche in rosa per l'edizione 2018 della SheBelieves Cup.

## Palmarès

### Club
- Coppa di Francia: 1

Paris Saint-Germain: 2017-2018
- Supercoppa spagnola: 1

Atlético Madrid: 2021

### Nazionale
- Campionato d'Europa under 19: 1

Galles 2013